# Brachypogon bergensis
Brachypogon bergensis är en tvåvingeart som först beskrevs av Meillon och Hardy 1953.  Brachypogon bergensis ingår i släktet Brachypogon och familjen svidknott. Inga underarter finns listade i Catalogue of Life.